# La rondine
La rondine (dt.: Die Schwalbe) ist eine Oper (Originalbezeichnung: „commedia lirica“) in drei Akten von Giacomo Puccini. Ursprünglich eine Auftragsoper für das Carltheater in Wien, wurde sie wegen des Ersten Weltkriegs am 27. März 1917 im Opernhaus von Monte Carlo uraufgeführt.
Das Libretto stammt von Giuseppe Adami nach der deutschen Vorlage Die Schwalbe von Alfred Maria Willner und Heinz Reichert.

## Handlung

### Erster Akt
Magdas Salon in Paris
Der Dichter Prunier diskutiert im Hause des Bankiers Rambaldo mit dessen Freundin Magda und anderen Damen über die romantische Liebe. Die Damen verspotten den Dichter. Nur Magda schlägt sich auf seine Seite. Prunier äußert, dass Doretta, die Heldin seines jüngsten Gedichtes, vom Virus der romantischen Liebe gepackt worden sei. Auf Drängen der Damen lässt sich der Dichter dazu hinreißen, sein Gedicht vorzustellen. Aber auf dem Höhepunkt der Erzählung bricht er ab und erklärt, dass ihm noch kein guter Schluss eingefallen sei. Magda setzt sich daraufhin ans Klavier und trägt ihm ihren romantischen Schluss vor. Alle sind begeistert. Die Freundinnen jedoch verspotten Magda wegen ihres romantischen Idealismus. Daraufhin drängt sich Rambaldo in die Unterhaltung und schenkt Magda demonstrativ eine teure Perlenkette. Magda ist verlegen, beharrt aber auf ihrem Glauben an die wahre Liebe. Magdas Zofe betritt den Raum und meldet Rambaldo einen jungen Mann, der ihn zu sprechen wünscht. Mit Magdas Zustimmung lässt Rambaldo den Besucher eintreten.
Bianca, Yvette und Suzy, die Freundinnen Magdas, loben Rambaldos Großzügigkeit. Magda jedoch widerspricht. Für sie ist Reichtum nicht alles. Sie erzählt, wie sie in ihrer Jugend im Ballsaal von Bullier die wahre Liebe mit einem Jüngling gefunden hatte, aber dann doch kalte Füße bekam. Die Freundinnen, enttäuscht über den Ausgang der Geschichte, schlagen spöttisch dem Dichter einen neuen Stoff für ein Gedicht vor. Das Gespräch wendet sich der Wahrsagerei zu. Prunier will Magda aus der Hand lesen und ihr die Zukunft vorhersagen. Sie ziehen sich in eine ruhige abgeschirmte Ecke zurück. Pruniers Vorhersagen sind zweideutig. Magda könnte ein schönes Leben wie eine Schwalbe in der Sonne finden. Allerdings wäre es mit Tragik verbunden.
Inzwischen ist Ruggero eingetreten. Er überreicht Rambaldo einen Brief seines Vaters, der ein alter Freund Rambaldos ist. Ruggero, der zum ersten Mal in Paris ist, schwärmt von seinen ersten Eindrücken: „Parigi è la città dei desideri…“ Die Gäste fangen an zu diskutieren, wo man als Neuankömmling seine erste Nacht in Paris zubringt. Es heißt, „die erste Nacht in Paris sei ein magisches Erlebnis“. Man bringt einige Vorschläge zu Papier und einigt sich auf den Nachtclub Bullier. Lisette zeigt Ruggero den Weg.
Die Gäste verabschieden sich und Magda bleibt allein zurück. Sie teilt ihrer Dienerin Lisette mit, dass sie heute nacht im Hause bleibe, Lisette aber könne ihren freien Abend genießen. Als Lisette abgeht, denkt Magda über die Prophezeiung Pruniers nach. Sie streift durch den Raum und findet die Liste mit den Vorschlägen der Nachtlokale. Magda liest diese durch, ruft laut „Bullier“ aus und verschwindet.
Lisette tritt in den Salon. Als sie sieht, dass keiner mehr da ist, lässt sie Prunier eintreten, mit dem sie sich heimlich verabredet hat. Beide versichern sich ihrer Liebe und gehen ab, nachdem Prunier Lisette mit einem neuen Hut und einem neuen Mantel, heimlich geliehen von Magda, ausstattet. Kurz darauf erscheint Magda als Grisette verkleidet im Salon, betrachtet sich im Spiegel und verlässt dann das Haus.

### Zweiter Akt
Ballsaal von Bullier
Nachtschwärmer unterhalten sich im Ballsaal des Nachtclubs Bal Bullier. Ruggero sitzt einsam und schüchtern an einem Tisch. Dann tritt Magda ein und schaut sich im Saale um. Sofort ist sie von Studenten belagert, die sie zum Tanze auffordern wollen. Magda gibt ihnen jedoch einen Korb. Sie sagt, sie sei mit jemandem verabredet. Sie schaut sich zum Schein abermals im Saale um und erblickt Ruggero, der sie anstarrt. Die Studenten sehen den Blickkontakt der beiden, meinen Ruggero wäre ihre Verabredung und führen Magda an Ruggeros Tisch. Als die Studenten verschwunden sind, entschuldigt sich Magda bei Ruggero und erklärt ihm den ganzen Zusammenhang. Als sie wieder gehen will, bittet Ruggero sie zu bleiben. Nach kurzer Unterhaltung fordert er sie zum Tanz auf. Sie nimmt die Einladung mit den Worten: „Seltsames Abenteuer, ganz wie damals“ an.
Im Ballsaal wird ein lebhafter Walzer angestimmt. Magda und Ruggero begeben sich in den Garten. Nach lebhaftem Tanz folgen ihnen die anderen Gäste.
Lisette und Prunier treten in den Ballsaal ein und mischen sich unter das tanzende Volk. Ruggero bringt Magda in der Zwischenzeit zurück an ihren Tisch. Sie stellt sich ihm als Paulette vor und erzählt ihm von einem lange zurückliegenden Besuch im Bullier. Ruggero erzählt ihr von seiner ernsten bürgerlichen Einstellung zur Liebe und sagt, dass er in solchen Lokalen normalerweise nicht verkehre. Magda fasziniert dies. Es scheint ihr, dass Ruggero genau der Romantiker ist, nach dem sie sich so lange schon gesehnt hatte. Beide küssen sich leidenschaftlich. Lisette und Prunier, die inzwischen wieder in den Saal gekommen sind, erkennen Magda. Magda gibt beiden ein Zeichen, dass sie nicht erkannt werden will. Lisette geht auf beide zu und will sie, Magda und Ruggero, begrüßen. Prunier begrüßt ebenfalls Ruggero, überzeugt dann Lisette, dass die andere Person nicht Magda ist, sondern eine ihnen Unbekannte. Als sie sich gegenseitig vorgestellt haben, setzen sich Lisette und Prunier an den Tisch zu Magda und bestellen Champagner, um das Leben und die Liebe zu feiern.
Während sich die Liebenden in die Arme fallen, kommen die anderen Gäste vorbei und überschütten die frisch Verliebten mit Blumen. Dann verschwinden sie wieder. Kurz darauf betritt Rambaldo den Ballsaal. Sofort erblickt er Magda und Ruggero. Als Prunier Rambaldo erblickt, versucht er die Situation zu retten. Er schickt Ruggero und Lisette in den Garten. Beiden trägt er auf, sich um den anderen zu kümmern. Dann tritt er auf Rambaldo zu, dieser schickt ihn jedoch weg. Rambaldo geht auf Magda zu und brüskiert sie. Magda erklärt daraufhin, dass zwischen ihnen alles aus sei. Rambaldo verschwindet und Magda bleibt allein zurück.
Inzwischen ist es Morgen geworden. Ruggero tritt erneut in den Ballsaal und geht auf Magda zu. Sie schildert ihm ihre Angst um ihre Zukunft. Ruggero nimmt sie in den Arm, gemeinsam verlassen sie das Lokal.

### Dritter Akt
Eine Villa an der Riviera
Magda und Ruggero versichern sich trotz ihrer Armut ihrer gegenseitigen Liebe. Ruggero gesteht seiner Angebeteten, dass er an seinen Vater geschrieben habe. Er habe zum einen um finanzielle Unterstützung gebeten, zum anderen um seine Einwilligung zur Hochzeit mit Magda. Danach fängt Ruggero an von ihrer Zukunft zu schwärmen. Er bastelt sich ein idyllisches Familienbild zurecht, mit Haus, Garten und einem Kind. Als er ins Haus geht, kämpft Magda mit ihrem Gewissen. Sie fragt sich, ob sie Ruggero die Wahrheit über ihre Vergangenheit als Rambaldos Mätresse berichten soll. Voller Zweifel zieht sie sich ins Haus zurück.
Lisette und Prunier treten in die Villa ein. Lisettes Karriere als Sängerin nahm schon nach dem ersten Auftritt ein jähes Ende. Nun versucht sie sich irgendwo zu verstecken, wo keiner der Theaterbesucher sie finden und demütigen kann. Magda wird durch den Diener über das Erscheinen der Pariser Freunde informiert und erscheint. Prunier erzählt Magda von Lisettes Missgeschick. Lisette, die gerne wieder ihre alte Stelle haben möchte, wird von Magda erneut als Zofe eingestellt. Nachdem die Angelegenheit seiner Herzallerliebsten geklärt ist, lässt Prunier Magda noch wissen, dass Rambaldo sehr gerne bereit wäre, das alte Verhältnis zu Magda wieder aufzunehmen. Den Namen Rambaldos nennt er dabei nicht. Dann verlässt Prunier die Villa, nicht ohne sich zuvor mit Lisette für den Abend zu verabreden. Lisette hingegen zieht ihre weiße Schürze an und begibt sich an die Arbeit.
Kurz darauf erscheint Ruggero mit einem Brief seiner Mutter in der Hand bei Magda. Er meint zu wissen, was darin steht, und überreicht ihn seiner Angebeteten, die ihn laut vorlesen soll. Sie erteilt der Verbindung ihren Segen, in der Voraussetzung, dass Ruggero sicher ist, dass die Frau seiner wert sei. Magdas Gewissensbisse werden nun doch zu groß. Sie erzählt ihm die Wahrheit über ihre Vergangenheit. Ruggero, der davon nichts wissen will, verzeiht ihr alles. Obwohl er sie erbittert anfleht zu bleiben, verlässt sie ihn um seiner Liebe willen. „Die Zeit wird die Wunden heilen,“ sagt Magda. Dann verlässt sie traurig, von Lisette gestützt, den unglücklichen, am Boden zerstörten Ruggero.

## Werkgeschichte
„Eine Operette, das kommt für mich nicht in Frage,“ so Puccini auf ein Angebot aus Wien, „eine Oper – ja: ähnlich wie der Rosenkavalier, nur unterhaltsamer und mehr organisch.“ Das Angebot, eine Oper für Wien zu schreiben, wurde Puccini während einer Reise zur Wiener Premiere seiner Oper La fanciulla del West unterbreitet. Es wurde ihm auch ein fürstliches Salär von 300.000 Kronen angeboten, außerdem sollte er die Tantiemen und die Rechte an seinem Werk erhalten. Wien wollte nur die Rechte für die deutschsprachige Version und die Rechte für einige Länder.
Von zwei Vorschlägen aus Wien entschied sich Puccini für das Werk Die Schwalbe. Das Originallibretto verfasste Alfred Maria Willner, der schon bei Franz Lehárs Werken Der Graf von Luxemburg und Zigeunerliebe mitgewirkt hatte, sowie Heinz Reichert, der später noch zusammen mit Willner für Das Dreimäderlhaus mitverantwortlich zeichnete.
Willner und Reichert setzten in diesem Werk bewährte Klischees um, die schon bei Lehár Erfolg garantierten. Ebenso bedienten sie sich bei Alexandre Dumas’ Kameliendame sowie bei dem Johann-Strauss-Werk Die Fledermaus.
Im September 1914 begann Puccini mit der Vertonung von La rondine in Torre del Lago, seinem Wohnsitz bei Viareggio. Probleme bereitete ihm dabei der kurz zuvor begonnene Erste Weltkrieg. Puccini wusste nicht, für welche Seite er Partei ergreifen sollte, da sich Italien bis Mai 1915 neutral verhielt. Gegen Frankreich, das sich mit England und Russland verbündet hatte, war er voreingenommen wegen seines Konkurrenten Jules Massenet. Sein Freund, der Dirigent Arturo Toscanini verübelte Puccini hingegen seine deutschfreundliche Haltung. Als Italien im Mai 1915 Österreich-Ungarn den Krieg erklärte, ergriff Puccini Partei für sein Vaterland. Andererseits sorgte er sich um das Schicksal seiner Opern in Deutschland und seine Tantiemen. Er hatte mitbekommen, dass Ruggero Leoncavallos Werke in Deutschland boykottiert wurden, da er in Deutschland als feindlicher Ausländer galt. Leoncavallo hatte öffentlich den Einmarsch Deutschlands in Belgien verurteilt.
Puccini legte die Komposition der Rondine zunächst einmal beiseite und wandte sich der 1913 begonnenen Oper Il tabarro zu. Jedoch schon bald darauf erhielt Puccini eine Nachricht, dass großes Interesse an einer italienischen Fassung seiner Rondine bestehe. So entschloss er sich zu einer Fortsetzung seiner Arbeit, da er inzwischen auch im Besitz der kompletten weltweiten Rechte an der neuen Oper war, mit Ausnahme der Rechte für Deutschland und Österreich. Jedoch gestaltete sich die Arbeit zuweilen als sehr schwierig, da er manchmal an diesem komplexen Libretto schier verzweifelte. Die Zusammenarbeit mit Adami gestaltete sich ebenfalls als schwierig, da dieser in die Armee eingerückt war und so dem Komponisten nur selten zur Verfügung stand. Am Ende jedoch war der Komponist mit seiner Arbeit recht zufrieden.
Jedoch teilte diese Ansicht nicht jeder. Sein Verleger Tito Ricordi bezeichnete La rondine als „schlechten Lehár“ und wollte das Werk nicht verlegen. So verkaufte Puccini die Partitur an den Verleger Renzo Sonzogno.
Puccini wollte die Musik von La rondine als „Reaktion auf die grauenvolle Musik der Gegenwart, auf die Weltkriegsmusik“ aufgefasst wissen. Als im März 1917 die Oper uraufgeführt werden sollte, herrschte überall Krieg. In Frankreich standen sich Franzosen und Deutsche im Stellungskrieg gegenüber; in Russland war die Revolution im Gange und die USA stand kurz vor dem Kriegseintritt, da Deutschland einen U-Boot Einsatz gegen alliierte Handelsschiffe begonnen hatte. Puccinis Werk wurde von den Weltereignissen nicht verschont. Franzosen waren gegen eine Uraufführung, da diese Oper vom Feind in Auftrag gegeben worden sei. In Österreich meldeten sich Stimmen, die meinten, „Wien sei um die Weltpremiere einer Puccini-Oper betrogen worden“.
Am 27. März 1917 fand trotz aller Umstände die Uraufführung im Opernhaus des Kasinos von Monte Carlo statt, mit Gilda dalla Rizza in der Rolle der Magda de Civry. Das Publikum war begeistert. Es war die letzte Uraufführung einer seiner Opern, die Puccini selbst miterlebte. Bei der Uraufführung seiner Operntrilogie Il trittico 1918 in New York war eine Reise so kurz nach dem Weltkrieg nicht möglich, und Turandot wurde 1926 uraufgeführt, eineinhalb Jahre nach seinem Tod.
Im selben Jahr (1917) gab es noch Aufführungen in Mailand und Bologna sowie in Buenos Aires und Rio de Janeiro.
Noch vor Kriegsende nahm Puccini Korrekturen, Ergänzungen und Kürzungen vor. So wurde die Rolle des Ruggero, die ursprünglich im ersten Akt nur ein paar Takte zu singen hatte, um eine Arie erweitert. Sie bekam das Lied „Morire“, das schon in einem Wohltätigkeitsalbum zugunsten der Kriegsopferbetreuung des Roten Kreuzes veröffentlicht und der italienischen Königin gewidmet worden war. Später kam an Stelle des traurigen Gesangs das heitere „Parigi è la città dei desideri…“
Im Oktober 1920 wurde die Oper zum ersten Mal in Wien an der Volksoper aufgeführt. Die deutsche Erstaufführung fand 1927 in Kiel statt, die Partie der Magda sang Erica Darbow.
Heutzutage findet man dieses Werk selten auf den Spielplänen der großen Opernhäuser, darunter 2015 eine Inszenierung von Rolando Villazón an der Deutschen Oper Berlin, die im Januar und Februar 2017 auch in der Oper Graz gezeigt wurde. Im Kroatischen Nationaltheater in Zagreb stand La rondine 2021/2022 in einer Inszenierung von Hugo de Ana auf dem Programm. Im September 2023 wurde La rondine am Opernhaus Zürich in den Spielplan aufgenommen. 2024 zeigte die Metropolitan Opera New York eine Produktion von Nicolas Joël, die 2017 für das Théâtre du Capitole Toulouse entstanden war. Seit dem 10. April 2024 steht La rondine auf dem Spielplan der Wiener Volksoper. Im Oktober 2024 hatte eine Produktion des Opéra-Théâtre de Metz Premiere, die in Koproduktion mit den Opernhäusern in Pisa und Jesi entstand.